# یواس‌اس نشویل (ال‌پی‌دی-۱۳)
یواس‌اس نشویل (ال‌پی‌دی-۱۳) (به انگلیسی: USS Nashville (LPD-13)) یک کشتی است که طول آن ۵۷۰ فوت (۱۷۰ متر) می‌باشد. این کشتی در سال ۱۹۶۷ ساخته شد.